# Josep Forgas Teixidó
Josep Forgas Teixidó   (Olot, 16 de desembre de 1904 - valor desconegut) fou un futbolista català de les dècades de 1920 i 1930.
De jove es traslladà a Figueres, on començà a jugar a un club anomenat Emporium. A continuació fitxà per la UE Figueres, on hi jugà dues temporades. L'any 1924 es traslladà a Badalona, on s'incorporà al club local. En total fou jugador del CF Badalona durant 17 temporades, fet que el converteix en un mite de l'entitat.
Jugà tres partits amb la selecció catalana, el primer l'any 1926, i més tard el 1931 i 1934.